# Distance comobile
 (novembre 2012).
Si vous disposez d'ouvrages ou d'articles de référence ou si vous connaissez des sites web de qualité traitant du thème abordé ici, merci de compléter l'article en donnant les références utiles à sa vérifiabilité et en les liant à la section « Notes et références ».
La distance comobile est une caractérisation de la distance séparant deux objets astronomiques en faisant abstraction de l'expansion de l'Univers, c'est-à-dire en utilisant une unité de mesure qui suit cette expansion.

## Explications
La relativité générale est une théorie locale, qui modélise la gravitation, ce qui manque dans la relativité restreinte. L'espace y est une variété riemannienne dont la courbure locale est reliée à la gravitation. La variété elle-même est globale.
Dans le contexte de la relativité générale, le postulat de Weyl (en) est qu'un référentiel privilégié de l'espace-temps peut être défini et avoir un sens physique. La notion la plus courante qui permet d'implémenter cette notion est celle de coordonnées comobiles, où le référentiel spatial est attaché aux positions (spatiales) moyennes des galaxies (ou de n'importe quel gros morceau de matière qui se déplace plutôt lentement).
Dans ce choix de coordonnées, on peut ignorer à la fois le temps et l'expansion de l'Univers pour se concentrer sur la forme de l'espace (ou, plus formellement, d'une hypersurface spatiale à temps cosmologique constant).
L'espace dans les coordonnées comobiles est (en moyenne) statique. Ceci est parfaitement cohérent avec le fait que l'Univers s'étend. Un choix de coordonnées n'est qu'un choix d'étiquettes numériques. Il arrive, selon le modèle standard du Big Bang, qu'un certain choix soit fait pour coller ces étiquettes de façon très pratique pour les calculs formels et aussi pour penser l'Univers comme objet statique. Pour revenir à l'expansion très réelle de celui-ci, il suffit de se rappeler le facteur d'échelle.
Ainsi, il y a aussi le temps cosmique qui, pour l'observateur sur un point spatial fixe en coordonnées comobiles, est identique à sa mesure locale du temps.
La distance comobile est donc la distance en coordonnées comobiles entre deux points dans l'espace, au même point du temps cosmique :
{\displaystyle \chi =\int _{t}^{t_{0}}{c\;{\mbox{d}}t' \over a(t')}}
où {\displaystyle a(t')} est le facteur d'échelle. Il faudrait éviter ici un mot comme simultanément, parce que, tout en ayant un sens global, le temps cosmologique n'est pas identique au temps.

## Mots équivalents
- Certains livres utilisent le symbole {\displaystyle \chi } pour la distance comobile.

- Weinberg (1972) utilise le terme distance propre  pour la distance comobile.

## Autres distances utiles en cosmologie
- La distance suivant-le-voyage-du-photon – c'est la vitesse de la lumière multipliée par l'intervalle en temps cosmologique – c.à.d. {\displaystyle \int c\;dt}, tandis que la distance comobile est  {\displaystyle \int c\;{dt \over a(t)}} où {\displaystyle a(t)} est le facteur d'échelle.
- dL distance de luminosité
- dpm distance de mouvement propre, qui est la longueur en coordonnées comobiles correspondant à un angle d'un radian
  - (parfois appelée la distance de taille angulaire par James Peebles 1993 )
  - parfois appelée la distance des coordonnées
  - parfois dpm est appelée la distance de diamètre angulaire
- da distance de diamètre angulaire

Les trois dernières sont liées par :
da = dpm / (1 + z) = dL /(1 + z)2
où z est le décalage vers le rouge.
Si et seulement si la courbure est nulle (k = 0, Ωk = 0, où Ωk = – k c2 / a2 H2) , alors la distance de mouvement propre et la distance comobiles sont identiques, c.a.d. {\displaystyle d_{\mathrm {pm} }=\chi }.
Pour une courbure négative (k = –1, Ωk > 0),
{\displaystyle d_{\mathrm {pm} }=R_{C}\sinh {\chi  \over R_{C}}},
tandis que pour une courbure positive (k = +1, Ωk < 0),
{\displaystyle d_{\mathrm {pm} }=R_{C}\sin {\chi  \over R_{C}}},
où {\displaystyle R_{C}} est la (valeur absolue) du rayon de courbure.
En intégrant numériquement depuis l'observateur jusqu'à un décalage vers le rouge {\displaystyle z} pour des valeurs arbitraires du paramètre de densité de la matière {\displaystyle \Omega _{m}}, de la constante cosmologique {\displaystyle \Omega _{\Lambda }}, et du paramètre de la quintessence {\displaystyle w}, la distance comobile {\displaystyle d_{p}} est
{\displaystyle d_{p}\equiv \chi (z)={c \over H_{0}}\int _{a'=1/(1+z)}^{a'=1}{\mathrm {d} a \over a{\sqrt {\Omega _{m}/a-(\Omega _{m}+\Omega _{\Lambda }-1)+\Omega _{\Lambda }a^{-(1+3w)}}}},}
où c est la vitesse de la lumière et H0 est la constante de Hubble.
En utilisant des fonctions sin et sinh, la distance de mouvement propre dpm peut être obtenue à partir de dp.

## Distances utiles sur petites échelles —galaxieouamas de galaxies
La distance ordinaire, telle que subie par des particules se déplaçant moins vite que ou à la vitesse de la lumière, est la distance comobile multipliée par la valeur du facteur d'échelle à l'époque cosmologique étudiée.
Parmi d'autres noms pour celle-ci on trouve :
- distance physique – mais une faiblesse de ce terme est qu'il suggère que la distance comobile est moins physique que la distance ordinaire.
- distance propre – ce qui pourrait induire pas mal de confusion (voir ci-dessus), mais le terme est correct si le calcul est fait à l'époque correspondant à l'objet étudié.